# Пілея (рослина)
Пілея (Pilea) — рід квіткових рослин родини кропивові (Urticaceae). Налічує 600—700 видів і є найбільшим родом кропивових. Поширений у тропіках, субтропіках і помірно теплих областях (за винятком Австралії та Нової Зеландії).

## Опис
Більшість видів є тіньолюбними трав'янистими рослинами або чагарниками, які легко відрізнити від інших Urticaceae за поєднанням супротивних листків (за рідкісними винятками) з одним язичковим внутрішньочерешковим прилистком у пазусі кожного листа та цимозними або волотистими суцвіттями (знову ж таки за рідкісними винятками).

## Деякі види
- Pilea cadierei
- Pilea cataractae
- Pilea cavernicola
- Pilea crassifolia
- Pilea depressa
- Pilea elegans
- Pilea fontana
- Pilea glaucophylla
- Pilea grandifolia
- Pilea involucrata
- Pilea jamesonia
- Pilea laevicaulis
- Pilea microphylla
- Pilea mollis
- Pilea myriophylla
- Pilea napoana
- Pilea nummulariifolia
- Pilea peperomioides
- Pilea pollicaris
- Pilea pumila
- Pilea repens
- Pilea riopalenquensis
- Pilea schimpfii
- Pilea selbyanorum
- Pilea serpyllacea
- Pilea serratifolia
- Pilea spruceana
- Pilea topensis
- Pilea trianthemoides
- Pilea trichosanthes
- Pilea trilobata
- Pilea tungurahuae
- Pilea victoriae